# Phradis kasparyani
Phradis kasparyani är en stekelart som beskrevs av Andrey Ivanovich Khalaim 2002. Phradis kasparyani ingår i släktet Phradis och familjen brokparasitsteklar. Inga underarter finns listade i Catalogue of Life.